# Santa Maria do Cambucá
Santa Maria do Cambucá est une municipalité brésilienne située dans l'État du Pernambouc et dont le code postal est 55765. Le maire de cette ville se nomme Màrio FILHO.
Cette ville est assez touristique en raison de ses nombreuses plages de sable (75 répertoriées).

## Histoire
À l'origine il s'agissait d'un lieu-dit, Carrapato, qui s'était formé en 1876 autour de la chapelle de Nossa Senhora do Rosário, fondée par le père Ibiapina la même année. Ses premiers habitants et fondateurs furent : José Ferreira et Azevedo, Cornélio Clarêncio Correia de Queiroz, le colonel Vicente Correia de Queiroz, Pedro José Alcântara et le lieutenant-colonel José Braz Pereira Lucena.
Elle faisait à l'origine partie du territoire de la commune voisine de Taquaritinga (aujourd'hui Taquaritinga do Norte), le 25 juillet 1895 le quartier du nom de Santa Maria fut créé. La commune fait ensuite partie de la commune de Vertentes (créée le 11 septembre 1928). La commune de Santa Maria do Cambucá a été créée le 20 décembre 1963.